# Misioneras Dominicas del Rosario
La Congregación de Hermanas Misioneras Dominicas del Rosario (oficialmente en latín: Congregatio Sororum Missionariae Dominicanae a Sacratissimo Rosario) es un instituto religioso católico femenino, de vida apostólica y de derecho pontificio, fundado por el sacerdote español Ramón Zubieta y Lés y la monja dominica española Ascensión Nicol y Goñi, en 1918, en Perú. A las religiosas de este instituto se les conoce como misioneras dominicas y posponen a sus nombres las siglas M.D.R..

## Historia

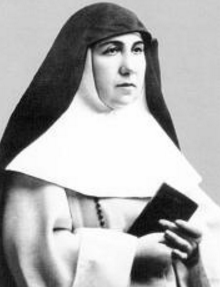
Ascensión Nicol y Goñi (1868-1940), fundadora de la congregación, es venerada como beata en la Iglesia católica.

En 1915, cinco monjas dominicas, a la cabeza de Ascensión Nicol y Goñi, del monasterio de Huesca, fueron enviadas al vicariato apostólico de Urubamba, en la Amazonia peruana, para el apostolado entre las poblaciones indígenas, llamadas por el vicario español Ramón Zubieta y Lés. Con ello dieron inicio a una nueva congregación religiosa, agregada a la Orden de los Predicadores el 25 de mayo de 1920 y aprobada por la Santa Sede el 22 de diciembre de 1931, mediante decretum laudis del papa Pío XI.

## Organización
La Congregación de Hermanas Misioneras Dominicas del Rosario es un instituto religioso de derecho pontificio, internacional y centralizado, cuyo gobierno es ejercido por una priora general. La sede central se encuentra en Madrid (España).
Las misioneras dominicas se dedican a las misiones, especialmente entre las poblaciones indígenas, resaltando su labor en los campos de la pastoral social, sanitaria y educativa, forman parte de la Familia Dominicana y usan el hábito tradicional blanco y velo negro. En 2017, el instituto contaba con 679 religiosas y 115 comunidades, presentes en Angola, Bolivia, Camerún, Chile, China, Ecuador, España, Filipinas, Perú, Guatemala, India, Macao, México, Mozambique, Nicaragua, Portugal, Puerto Rico, República Dominicana, Taiwán y Timor Oriental.